# Apostilb
Blondel
Pour les articles homonymes, voir Blondel.
L'apostilb (asb), ou blondel (en l'honneur du physicien André Blondel), est une ancienne unité de luminance du système MKS,. L'unité SI est la candela par mètre carré (cd m−2).

## Définition
Le blondel est la luminance d'une surface parfaitement réfléchissante et diffusante recevant un éclairement de 1 lux (lx).
{\displaystyle {\rm {1\;asb={\frac {1}{\pi }}\;cd\ m^{-2}\approx 0{,}318\,3\;cd\ m^{-2}}}}